# 9ª Mostra internazionale d'arte cinematografica di Venezia (1941)
La 9ª edizione della Mostra internazionale d'arte cinematografica di Venezia si è svolta a Venezia, Italia, dal 30 agosto al 14 settembre del 1941.
Come la precedente e la successiva, la mostra non si svolse al Lido, ma divise le proiezioni tra il "Rossini" e il "San Marco" di Venezia: anche questa edizione, in piena seconda guerra mondiale, fu caratterizzata da una forte ingerenza politica e dalla mancanza di giuria effettiva.
I delegati divisero i premi, come nelle due precedenti edizioni e in quella successiva, tra Italia e Germania.

## Giuria internazionale
- Giuseppe Volpi (Italia) (presidente)
- Olaf Andersson (Svezia)
- László Balogh (Ungheria)
- Dahl (Finlandia)
- Derichsweiler (Boemia)
- Jeager (Norvegia)
- Eitel Monaco (Italia)
- Naef (Svizzera)
- Mihai Puscariu (Romania)
- Soriano (Spagna)
- Jan Van der Hayden (Belgio)
- Van der Vegte (Paesi Bassi)
- Wilhelm (Danimarca)

## Film in concorso

### Argentina
- Madreselva, regia di Luis César Amadori
- Ripudiata (Puerta cerrada), regia di John Alton e Luis Saslavsky

### Belgio
- Lettre de Anverse, regia di Jan Vanderheyden (cortometraggio)

### Boemia
- La falena (Nocní motýl), regia di František Čáp
- Segreto d'amore (Advokát chudých), regia di Vladimír Slavínský

### Danimarca
- Alle går rundt og forelsker sig, regia di Emanuel Gregers

### Finlandia
- Kaivopuiston kaunis Regina, regia di T.J. Särkkä

### Germania
- Heimkehr, regia di Gustav Ucicky
- A tempo di valzer (Operette), regia di Willi Forst
- Annelie, regia di Josef von Báky
- Concerto a richiesta (Wunschkonzert), regia di Eduard von Borsody
- I commedianti (Komödianten), regia di Georg Wilhelm Pabst
- Soltanto tu! (Immer nur-Du!), regia di Karl Anton
- Ohm Kruger l'eroe dei Boeri (Ohm Krüger), regia di Hans Steinhoff
- Io accuso (Ich klage an), regia di Wolfgang Liebeneiner
- Friedliche Jagd mit der Farbenkamera, regia di Ulrich K.T. Schultz (cortometraggio)
- Flosser (cortometraggio)
- Frutti volanti (cortometraggio)
- Giardini di delizie di un'epoca galante (cortometraggio)
- Gleichklang der Bewegung, regia di Hans Albin (cortometraggio)
- Il gambero di fiume (cortometraggio)
- I pescatori della Prussia orientale (cortometraggio)
- Landbrieftraeger (cortometraggio)
- Menschen ohne schwerkraft (cortometraggio)
- Pattinatori (cortometraggio)
- Pimpfe lernen fliegen (cortometraggio)
- Frühling in Japan, regia di Arnold Fanck (cortometraggio)
- Rügen (cortometraggio)
- Schnellboote (cortometraggio)
- Schwartzwaldzauber, regia di Sepp Allgeier (cortometraggio)
- Staffette attraverso cemento e acciaio (cortometraggio)

### Italia
- La corona di ferro, regia di Alessandro Blasetti
- Ragazza che dorme, regia di Giovacchino Forzano
- Ore 9 lezione di chimica, regia di Mario Mattoli
- Nozze di sangue, regia di Goffredo Alessandrini
- I mariti (Tempesta d'anime), regia di Camillo Mastrocinque
- Don Buonaparte, regia di Flavio Calzavara
- La nave bianca, regia di Roberto Rossellini
- 30 secondi in picchiata, regia di Sandro Pallavicini (cortometraggio)
- Albania (cortometraggio)
- Armonie giovanili, regia di Sandro Pallavicini (cortometraggio)
- Arte cosmatesca, regia di Vincenzo Sorelli (cortometraggio)

- Cani poliziotti, regia di Sandro Pallavicini (cortometraggio)
- Carbonia (cortometraggio)
- Edizione straordinaria, regia di Sandro Pallavicini (cortometraggio)
- Gli uomini della pesca, regia di Sandro Pallavicini (cortometraggio)
- Grano fra due battaglie, regia di Romolo Marcellini (cortometraggio)
- I pini di Roma, regia di Mario Costa (cortometraggio)
- I suoni e le notazioni musicali (cortometraggio)
- L'accademia dei vent'anni, regia di Giorgio Ferroni (cortometraggio)
- La costa dei poeti (cortometraggio)
- Orvieto (cortometraggio)
- Portofino, regia di Giovanni Paolucci (cortometraggio)
- Racconto da un affresco, regia di Luciano Emmer (cortometraggio)
- San Gemignano dalle belle torri, regia di Raffaello Pacini (cortometraggio)
- Sosta d'eroi, regia di Sandro Pallavicini (cortometraggio)
- Spighe bianche, regia di Sandro Pallavicini (cortometraggio)
- Un giorno a Lubiana, regia di Domenico Paolella (cortometraggio)
- Un popolo in marcia, regia di Sandro Pallavicini (cortometraggio)
- Vertigine bianca (cortometraggio)
- Vita della rana, regia di Roberto Omegna (cortometraggio)

### Norvegia
- Il bastardo (Bastard), regia di Helge Lunde

### Paesi Bassi
- La città di Haaelem (cortometraggio)

### Romania
- Romania in lupta contra bolsevismului, regia di Ion Cantacuzino (cortometraggio)

### Spagna
- La luce che torna (Marianela), regia di Benito Perojo
- La parrala, regia di Benito Perojo (cortometraggio)
- Boda en Castilla, regia di Manuel Augusto García Viñolas (cortometraggio)

### Svezia
- Musica maestro (Swing it Magistern), regia di Schamyl Bauman
- Ett brott, regia di Anders Henrikson
- L'uomo che voglio (Karl för sin hatt), regia di Schamyl Bauman
- En dag med kungen (cortometraggio)
- Vi lära för livet, regia di Frank Dalin (cortometraggio)

### Svizzera
- Lettere d'amore smarrite (Die mißbrauchten Liebesbriefe), regia di Leopold Lindtberg
- La voce del sangue (Das Menschlein Matthias), regia di Edmund Heuberger
- L'Année Vigneronne, regia di Charles-Georges Duvanel (cortometraggio)

### Ungheria
- Fiamme (Lángok), regia di László Kalmár (regista)
- L'Europa non risponde (Európa nem válaszol), regia di Géza von Radványi
- Incanto di una notte (Zavaros éjszaka), regia di Frigyes Bán
- Igy jatsztok (cortometraggio)
- I primi anni del bambino (cortometraggio)
- L'educazione del bambino (cortometraggio)
- La coltivazione del riso in Ungheria (cortometraggio)
- L'irrigazione della grande pianura (cortometraggio)

## Premi

Scena del film La corona di ferro, vincitore della Coppa Mussolini al miglior film italiano

- Coppa Mussolini per il miglior film straniero: Ohm Kruger l'eroe dei Boeri (Ohm Krüger) di Hans Steinhoff
- Coppa Mussolini per il miglior film italiano: La corona di ferro di Alessandro Blasetti
- Coppa Volpi per la migliore interpretazione maschile: Ermete Zacconi per Don Buonaparte
- Coppa Volpi per la migliore interpretazione femminile: Luise Ullrich per Annelie
- Coppa della Biennale: Incanto di una notte (Zavaros éjszaka), I mariti - Tempesta d'amore, La luce che torna (Marianela), Lettere d'amore smarrite (Die mißbrauchten Liebesbriefe)
- Medaglia d'oro della Biennale per la migliore regia: Georg Wilhelm Pabst per I commedianti (Komödianten)
- Medaglia d'oro: I pini di Roma, regia di Mario Costa
- Targa di segnalazione: La falena (Nocní motýl) e Il bastardo (Bastard)